# ペドロ・パブロ・ベラスコ
ペドロ・パブロ・ベラスコ・アルボレダ（Pedro Pablo Velasco Arboleda, 1993年6月29日 - ）は、エクアドル・エスメラルダス県エスメラルダス出身のサッカー選手。プリメーラ・カテゴリア・セリエA・バルセロナSC所属。ポジションはDF。

## クラブ経歴
2010年に国内リーグのデポルティーボ・キトのトップチームに昇格し、プロデビュー。2011年シーズンはCSエメレクとの優勝決定プレーオフを制し、リーグ優勝を達成した。
2013年2月3日、バルセロナSCと契約。2016年シーズンも優勝を経験した。

## 代表経歴
2013年にU-20のエクアドル代表として南米ユース選手権に出場。2017年にフル代表デビュー。2019年にはコパ・アメリカ2019の代表メンバーに招集。日本と同じグループCで闘ったものの、リーグ最下位に終わった。